# Joan Bennett
Joan Geraldine Bennett (ur. 27 lutego 1910 w Fort Lee, zm. 7 grudnia 1990 w Scarsdale) – amerykańska aktorka filmowa, teatralna i telewizyjna.

## Biografia
Urodziła się w 1910. Jej rodzice, Richard Bennett i Adrienne Morrison, byli odnoszącymi sukcesy aktorami scenicznymi. Rodzice często wyjeżdżali w trasy aktorskie, wtedy Joan i jej dwie starsze siostry, Constance i Barbara, pozostawały pod opieką bliskich przyjaciół.
Po raz pierwszy pojawiła się na scenie w wieku 4 lat. W następnym roku zadebiutowała w niemym filmie The Valley of Decision. Wyszła za mąż w wieku 16 lat. Jej mąż, John Marion Fox, okazał się alkoholikiem, toteż małżeństwo zakończyła się rozwodem. Z małżeństwa miała córkę Adrienne. Mając dziecko do utrzymania, powróciła do aktorstwa. Początkowo grała niewielkie role. Między 1930 a 1931 wystąpiła w dziewięciu filmach, grając przewidywalne blondynki.
W 1933 zawarła umowę z niezależnym producentem Walterem Wangerem (późniejszym mężem), który odtąd kierował jej karierą. Wanger i reżyser Tay Garnett zmienili jej wizerunek na potrzeby filmu Trade Winds (1938), przemalowawszy jej włosy z blondu (jej naturalny kolor) na czarne. Jako brunetka grała do końca swojej kariery. Swoje najlepsze filmy zrealizowała w latach 40. XX wieku. Ich reżyserem był Fritz Lang. Były to Polowanie na człowieka (1941), Kobieta w oknie (1944) i Szkarłatna ulica (1945), gdzie grała czarnowłosą femme fatale.
W grudniu 1951 Wanger (wówczas jej mąż) postrzelił agenta Joan, Jenningsa Langa, w zazdrosnej furii, podejrzewając tę dwójkę o romans. Mężczyzna przeżył, a Wanger został skazany. Powstały skandal praktycznie zakończył karierę filmową aktorki. Od 1950 do 1970 stale pracowała w teatrze i telewizji, występując przez pięć lat w serialu Dark Shadows (1966).
Jej ostatni występ na szklanym ekranie miał miejsce w Odgłosach w 1977. Zmarła na atak serca w 1990 w wieku 80 lat.

## Filmografia
- 1916: The Valley of Decision
- 1929: Królowa bez korony
- 1929: Bulldog Drummond
- 1929: Disraeli
- 1930: Moby Dick
- 1931: Doctors’ Wives
- 1932: She Wanted a Millionaire
- 1932: Ja i moja dziewczyna
- 1933: Małe kobietki
- 1934: The Pursuit of Happiness
- 1935: Prywatne światy
- 1935: Mississippi
- 1936: Duże brązowe oczy
- 1936: Wedding Present
- 1937: Wytworny świat
- 1938: I Met My Love Again
- 1938: The Texans
- 1938: Trade Winds
- 1939: Człowiek w żelaznej masce
- 1939: Córka gospodyni
- 1940: The House Across the Bay
- 1940: Syn hrabiego Monte Christo
- 1941: Polowanie na człowieka
- 1941: Wild Geese Calling
- 1944: Kobieta w oknie
- 1945: Szkarłatna ulica
- 1947: Kobieta na plaży
- 1947: The Macomber Affair
- 1948: U progu tajemnicy
- 1948: Hollow Triumph
- 1949: Niebezpieczna decyzja
- 1950: Ojciec narzeczonej
- 1951: Kłopotliwy wnuczek
- 1954: Highway Dragnet
- 1955: Nie jesteśmy aniołami
- 1956: There’s Always Tomorrow
- 1960: Desire in the Dust

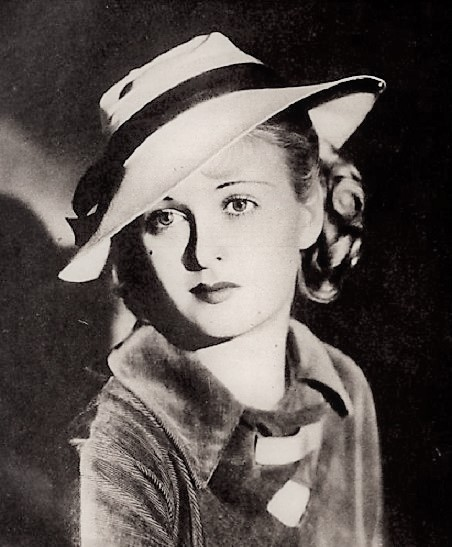
Joan Bennett (1935)

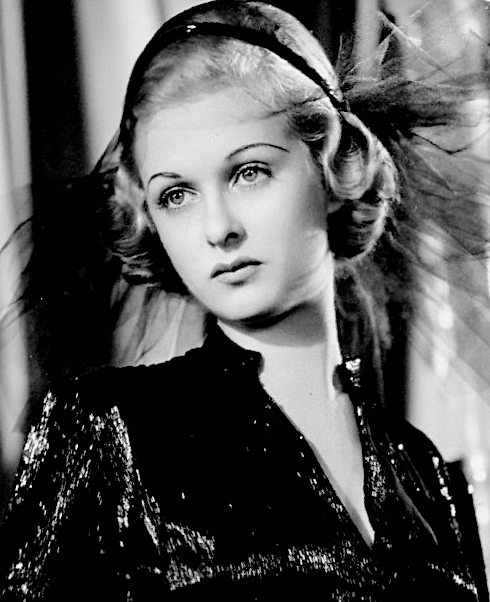
Joan Bennett (1938)

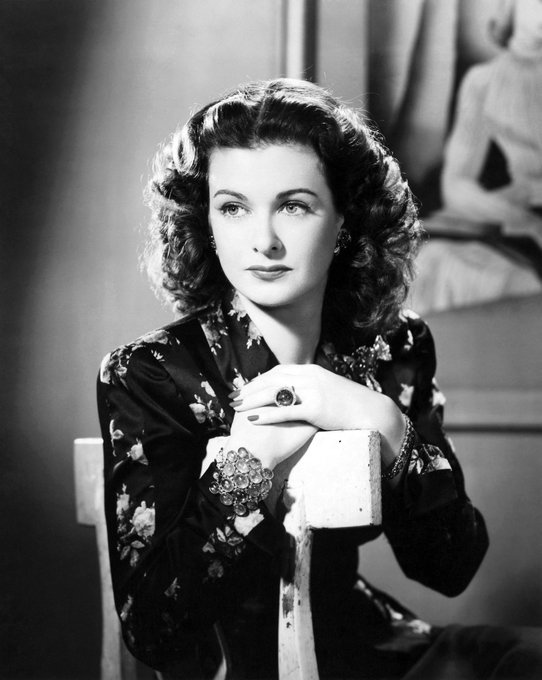
Joan Bennett (1947)

- 1966–1971: Dark Shadows (serial telewizyjny)
- 1970: House of Dark Shadows
- 1977: Odgłosy